# Angela Mao
Angela Mao Ying, ursprungligen Mao Fuching, född 20 september 1950, är en taiwanesisk skådespelerska och kampsportare som medverkade i kampsportsfilmer på 1970-talet. Hon var en av de mest framstående kampsportskådespelerskorna på sin tid, vilket har gett henne smeknamn som "Lady Whirlwind" och "Lady Kung Fu". Hon rollsattes som en kvinnlig version av Bruce Lee.

## Biografi
Mao föddes som Mao Fuching 1950. Hon är dotter till Mao Yung Kang, en pekingoperastjärna, som flyttade från Kina till Taiwan 1949. Hennes familj kom ursprungligen från Zhejiang-provinsen. Angela Mao var ursprungligen en kinesisk operaskådespelerska innan hon blev actionfilmskådespelerska. I ung ålder gick hon balettkurser innan hon började på Fu Shing Peking Opera 1958.
Mao tränade i hapkido och andra kampsporter i tidig ålder. Detta skulle senare hjälpa henne att nå framgång i kampsportsfilmer. När hon var 17 upptäcktes hon av Huang Feng, en actionfilmregissör känd för att ha upptäckt Sammo Hung och Carter Wong. Feng letade efter en ung kvinna som kunde kampsport för att vara den främsta skådespelerskan för hans kommande film The Angry River.
Med sin erfarenhet av skådespeleri och kampsport började Angela Mao snabbt ta huvudroller i andra actionfilmer i Golden Harvest-produktioner, inklusive Hapkido (Lady Kung-fu), Lady Whirlwind och The Fate of Lee Khan (regisserad av King Hu). Hon var också framgångsrik i många andra filmer, som The Association och The Himalayan.
Internationellt blev hon berömd för sin roll som den dödsdömda systern till Bruce Lees karaktär i I drakens tecken 1973. Även om Bruce Lee dog kort efter produktionen av filmen, kunde Mao träna och utveckla en vänskap med honom.
Efter framgången med sin kortlivade roll i I drakens tecken började många av hennes filmer släppas i väst. Hapkido var först med att få en bredare publik. I filmen medverkar även Carter Wong, Sammo Hung, hennes verkliga lärare Hwang In-Shik och Ji Han Jae. En okrediterad "bootmaster" Leung Siu-Lung arbetade också med Hapkido, som hjälpte Sammo Hung med kampkoreografin, och en stuntman vid namn Jackie Chan.
Mao fortsatte med en rad framgångsrika filmer under sjuttiotalet. Hon och skådespelaren Carter Wong blev lite av en kung fu-duoakt i en serie klassiska kung fu-filmer. En av deras mest populära filmer är When Taekwondo Strikes, som också är den enda filmen som gjorts av Jhoon Rhee. Mao tillbringade tid med att träna med Rhee under skapandet av den här filmen. Efter att hennes Golden Harvest-kontrakt gått ut återvände hon till Taiwan och fortsatte under de följande fem åren att göra kung fu-filmer.
Mao gifte sig med Kelly Lai Chen 1974 och födde dottern Hsi Pui Sze 1976. De skilde sig 1980. Hon gifte om sig senare och fick sonen George King 1983. Hon gick i pension från skådespeleriet 1992 för att ägna sig åt sin familj. Hon flyttade till New York City 1993, där hon och hennes familj driver tre restauranger.

## Filmografi
- The Angry River (1970) – Lan Feng
- Thunderbolt (1970)
- The Invincible Eight (1971)
- Deadly China Doll (1972) – Hei Lu
- Hapkido (1972) – Yu Ying
- Lady Whirlwind (1972) – Miss Tien
- I drakens tecken (1973) – Su Lin
- Back Alley Princess (1973) – Ying
- When Taekwondo Strikes (1973) – Wan Ling-ching
- The Two Great Cavaliers (1973)
- The Fate of Lee Khan (1973)
- Naughty! Naughty! (1974)
- Stoner (1974) – Angela Li Shou-Hua
- The Invincible Kung Fu Trio (1974)
- The Tournament (1974)
- The Himalayan (1975)
- International Assassins (1976) – Drottning av Kambodja
- Lady Karate (1976)
- Duel with the Devils (1977) – Chu
- Invincible (1976)
- A Queen's Ransom (1976)
- The Eternal Conflict (1976) – Fei Fei
- Duels in the Desert (1977)
- Broken Oath (1977) – Lotus Lin
- The Damned (1978)
- Iron Maiden (1978) – Chin Lun
- Scorching Sun, Fierce Wind, Wild Fire (1978)
- Return of the Tiger (1978)
- Dance of Death (1979)
- Snake Deadly Act (1979) – Brothel Madam
- Flying Masters of Kung Fu (1979)
- Moonlight Sword and Jade Lion (1981)
- The Stunning Gambling (1982)
- Ninja, the Violent Sorcerer (1982) – Anna
- Book and Sword Chronicles (TV-serie) (1984) – Luo Bing
- Eastern Condors (1987) (extra)
- Devil Dynamite (1987)
- Ghost Bride (1992)